# Српско средњовековно право
Српско средњовековно право обухвата период од прве половине VII до друге половине XV века нове ере. Средњовековно српско право је започело са народним веровањима и обичајима, па се почело развијати у форми писаног права захваљујући српским царевима, краљевима и архиепископима тог доба. Њиховим повељама и разним законицима су уведене казне и почело се развијати статусно, грађанско, кривично и процесно право. Видљив је и утицај Византијског права чији је допринос био од великог значаја за српско средњовековно право.

## Извори права
Већи део српског средњовековног права познат нам је кроз обичајно право. Већ од краја XII века настају писани извори права као што су: повеље, међународни уговори, закони и статути. Као најзначајнији извори од свих издваја се Хиландарска повеља Стефана Немање, Законоправило Светог Саве и Душанов законик о којима ће бити више у наставку текста. Без обзира на постојање писаног права, обичајно право се није у потпуности угасило, многи обичаји се практикују и данас, неки у већој, неки у мањој мери, а многи су постали саставни део неких закона.

### Обичајно право
Није сигурно да ли су постојали писани извори права у Србији до XII века, али до тада је постајало обичајно право као један од извора. Ти обичаји се присутни и данас, неки обичаји у мањој, а неки у већој мери. У Србији, обичајно право представља најважнији извор права до краја XII века јер је њиме усмераван начин живота народа. Као што и сама реч каже, обичајно право чине обичаји, што значи устаљено понашање према неким неписаним правилима која су постала традиција одређене заједнице или читаве нације. Бројне ствари су биле регулисане обичајним правом попут брака, а обичајно право се прожима и кроз само кривично право. Приватноправни односи, попут регулисања земљишних спорова и накнаде штете су такође били регулисани обичајима. Брачни односи су били регулисани обичајима и после примања хришћанства. Један од брачних обичаја је био закључивање брака отмицом и трајао је вековима. У Србији се примењивао све до краја XIX века, а неки случајеви су забележени и у првој половини XX века. Према обичајном праву, Словени су лако раскидали брак са својим женама, а одјек тога се види у Жичкој повељи где се мирним тоном говори о мужевљевом раскиду брака, док се женин раскид брака види као једна врста беснила.
У кривичном праву бројне установе су биле пореклом из обичајног права, тако је обичајно право, у случају убиства или рањавања познавало и крвну освету или њену замену вражду.  Обичајно право се налази у темељима многих средњовековних државних установа, тако је државни сабор (станак у Босни) дуговао своје порекло обичајима. Постојао је обичај да се сви мушкарци, који су способни за оружје, окупљају на зборовима у жупама и племенима. Примањем хришћанства, дошли су и црквени сабори. На тај начин, из два стара начина окупљања настала је институција државног сабора.
Код Срба се помиње и веровање у натприродна бића попут вампира и вукодлака и према том веровању покојник би се повампирио у првих 40 дана смрти и чинио лоша дела. Према веровању, он би се једино могао уништити ако би га проболи глоговим коцем или ако би се његово тело спалило. Одредбом из Душановог законика то је постало забрањено и кажњиво плаћањем вражде. Црква је оштро осуђивала магијско-религијску праксу, такозване празноверице. Чак се може казати да је обичајно право основ српских средњовековних државних институција. Државни сабор, поред владара главно државно тело у средњовековној Србији, своје порекло вуче из племенских ратничких зборова.
Примена обичајног права је полако губила свој значај настанком писаног права, али не у потпуности. Сви правни односи који нису били решени неким писаним правом су и даље наставили да се регулишу путем обичајног права, а неки обичаји су чак постали саставни део повеља и Душановог законика. Смањење обима примене обичајног права није значило нестанак и губитак  значаја обичајног права из два разлога: 1) бројна обичајна правила су била кодификована у повељама и у Душановом законику и на тај начин наставила свој живот; 2) обичајно право је наставило да важи за све оне правне односе који нису били регулисани писаним правом.

### Повеље
Повеља је документ којим се пружају нека права и привилегије као што су владари тог доба пружали повељама права цркви, властели, а некад и привилегованим градовима. Осим тога што су могле да служе као даровнице, повеље су владари користили и као заповести властели којима су уређивали односе на властелинском поседу, као и односе између властеле и њима потчињених субјеката. Повеље су најстарији писани извори права у Србији, а Хиландарска повеља Стефана Немање из 1198/1199. године је најстарији писани извор права из средњовековног периода српске историје.
Из разлога што је то најстарија сачувана повеља има и посебан значај, али то је само једна од значајних повеља Стефана Немање. Српски владари су своје повеље писали на српскословенском језику, а касније и на грчком. Писане су на папиру или папирусу који је брзо пропадао па баш због тога је и сачуван мали број повеља. Форма повеља је била изразито строга, а она се састојала од  увода (протокола), текста и закључка (есхатокола), а сваки од тих делова је имао своје мање целине. Постојале су и посебне повеље под називом хрисовуље, а оне су се естетски разликовале од других јер су биле означене златним печатом. Повеље се деле на манастирске, градске и властелинске од којих је највише манастирских. Од 165 манастирских повеља најзначајнија је већ поменута повеља Стефана Немање којом је заснован Хиландар. Његов син, Стефан Првовенчани, обдарио је манастир Жичу 1220. године и у још два каснија наврата повељама чији текст је сачуван на зидовима манастира, а које нам доносе важна сазнања о брачном праву тог времена.. Још неке значајне повеље су: Скопска повеља из 1299/1300. године којом је краљ Милутин потврдио даровања претходних византијских и бугарских владара манастиру св.Ђорђа код Скопља, Бањска повеља из 1313-1318. године којом је краљ Милутин основао и обдарио своју задужбину манастир Светог Стефана у Бањској, повеља краља Милутина манастиру Грачаници из 1321. уклесана је на унутрашњем зиду цркве, Дечанске повеље из 1330. и 1343-1345. године настале су када је краљ Стефан Дечански даровао своју задужбину, Призренском повељом из 1348-1353. године цар Душан је обдарио задужбину-манастир Светих арханђела Михајла и Гаврила код Призрена...
Властелинских је сачувано само десетак, а од градских само једна.
Разлог за мали број сачуваних властелинских повеља је, осим материјала на коме су писане, чињеница да су властелини, у највећем броју, нестали са пропашћу средњовековне српске државе. Од градских повеља је сачувана само једна, у латинском преводу, којом је краљ Душан 1343. године потврдио права и привилегије албанском граду Кроји. Та повеља се чува у архиву у Барселони.

### Међународни уговори
Међународним уговорима у Србији за време средњег века успостављене су повластице и односи страних трговаца у Србији. Такви уговори, који су подстицали економски развој државе, су најчешће склапани са Дубровником, а у мањем броју са Венецијом као и са неким другим земљама. Уговор Стефана Немање са Дубровником из 1186. године је најстарији сачувани међународни уговор. Тај уговор је био мировни уговор са Дубровником после неуспелог заузимања Дубровника. Прво су ти уговори били закључивани двостраном заклетвом, свака страна се заклиње да ће испунити обећање и извршити обавезе, али касније за време краља Драгутина добијају облик једностране повеље, којом су српски владари давали привилегије тговцима из Дубровника. У почетку су уговори са Дубровником били склапани од стране хумских кнезова, потом са централизацијом српске власти од стране српских владара, а са падом српске царевине су поново српски великаши били ти који су, уз деспота, склапали споразуме са Дубровником. Заклетве владара су биле размењиване после сваке промене на српском престолу. Главне карактеристике тих уговора су биле да је њима гарантована слобода кретања трговаца, накнада причињене штете, неприкосновеност трговачке робе и забрана репресалија. Поштовање тих уговора је довело до постепеног изграђивања својеврсног међународног права на том подручју Европе. Важна тема су биле и царине од којих су били ослобођени на почетку, али касније се предвиђало њихово наплаћивање на законитим местима, без увођења нових што је било и забрањено 

### Законоправило
Зборници црквеног и грађанског права у Византији су били номоканони у којима су изложени црквени прописи, царски закони, као и тумачења правника. Њихову садржину су чинила правила светих апостола, правила шест васељенских сабора, правила десет помесних сабора,  као и правила светих отаца. Најпознатији наш номоканон је номоканон који је написао архиепископ Сава назван „Законоправило”, настао после добијања аутокефалности 1219. или 1220. године. Архиепископ Сава је користио грађу из канонских зборника и зборнике кривичног, грађанског и процесног византијског права које је превео Прохирон цар Василије I. Циљ овог Законоправила је био да тек насталој српској цркви осигура самосталан положај и избегне византијски "цезаропапизам". То је изведено тако што је Законоправило почивало на принципу сагласја цркве и власти. Законоправило је садржало тумачење Аристине и Зонаре, а оригинал није сачуван. Најстарији препис је Иловички из 1262. године. Познато је још 11 српских преписа: Рашки, Сарајевски, Дечански, Пчињски, Хиландарски, Пећки, Београдски, Савински, Морачки, Законик Јована Злокруховића и Номоканон из Сентандреје. Чак и за време туђинске власти Законоправило је било извор права. Највећи део је посвећен кривичном праву.
Српски Номоканон нема прототип ни у једном сачуваном грчком или словенском рукопису. Сава се определио за тумачења канона Алексија Аристина и Јована Зонаре, уместо тенденциозних коментара Теодора Валсамона, који изражавају идеју свемоћи византијског цара и битно ограничавају самосталност, аутокефалних цркава. Аутор је свесно изоставио све правне списе који би ограничавали слободу деловања владара у световној сфери и цркве у оквиру сопствене јурисдикције, Сава је изоставио и оне одломке из Еклоге и Епанагоге у којима се оправдавало потчињавање цркве државној власти. Законоправило Светога Саве је имало велики значај не само код Срба него и код свих православних Словена. Већ 1226. године препис је однет у Бугарску, где је прихваћен као опште обавезни зборник, да би 1262. други препис био послат из Бугарске у Русију, митрополиту Кирилу . На сабору у Владимиру 1274. године Крмчија је проглашена за опште обавезни зборник правила за руску цркву. Законоправило је било извор црквеног и световног права српске државе. Једина разлика између српског и византијског Законоправила је била у томе што је византијско Законоправило начелно све слободне људе третирало као равноправне, што није одговарало српском сталешком уређењу.

### Душанов законик
Поред Законоправила, Душанов законик је још један од основних писаних извора српског средњовековног права. Овај законик је донесен проглашењем царства. Донет је под називом "Закон благоверног цара Стефана" на државном сабору у Скопљу 21. маја 1349. године. Први део који је тада донет је садржао 135 чланова, а други 66 чланова. Што се тиче самог садржаја овог законика по члановима, чланови 1 до 38 представљају посебан одељак о цркви, 39 до 63 су одредбе о правима и обавезама властеле, 64 до 83 су одредбе о правном положају зависног себарског сталежа, 118 до 122 о градском сталежу и трговцима, 125 и 126 о кривичној одговорности града и градске земље, 129 до 132 и 135 о одговорности војника и о поступању за време рата, 143 и 145 до 149 су прописи посвећени борби против крадљиваца и разбојника, 151 до 154 су одредбе о пороти, а о начелу законитости има у члановима 136 до 139 и 140 до 142 и 171 и 172. Оригинал овог законика није сачуван, а науци је познато 25 преписа. У најстарије рукописе спадају: Струшки (крај XIV века), Атонски (почетак XV века), Бистрички (половина XV века), Барањски (крај XV века) и Призренски (крај XV века). Последњи, Призренски, има највећи значај јер је то изгледа препис са оригинала. Из млађе редакције, најзначајнији је Раковачки препис који је настао у једном од фрушкогорских манастира 1700. године. Претпоставка је да је Душанов законик написан на дугачком свитку са висећим златним царским печатом. У Душановом законику су бројније одредбе кривичног, процесног и државног права од одредаба црквеног и грађанског права.

### Скраћена Синтагма
Синтагма представља зборник црквених и световних одредби које је 1335. године сачинио солунски монах Матија Властар. Ова номоканонска збирка подељена је у двадесет и четири поглавља према словима грчког алфабета (од А до Ω). Вероватно по наређењу самог цара Душана, Синтагма је 1347. или 1348. преведена на српски језик, али је одмах након тога радикално скраћена. Пуна Синтагма садржи триста три поглавља, док скраћена верзија има само деведесет и четири поглавља. Постоје два основна разлога због којих су српски редактори извршили овако радикално скраћивање.
- Први разлог је идеолошке природе. Матија Властар заснива своју збирку на тенденциозним и некритичким коментарима Теодора Валсамона у којима се истиче свемоћ византијског цара и његова хегемонија у читавом систему држава, а негира аутокефалност српске и бугарске цркве. Стога су српски редактори, одмах након превођења потпуног текста Синтагме приступили његовом скраћивању, изоставивши све оне одредбе које говоре о световној и духовној доминацији Цариграда.
- Други разлог је чисто практичан: Синтагма је била намењена као приручник световним судовима. Стога је већина црквених одредби изостављена, а задржане су само световне и то из оних правних области које нису биле регулисане Душановим закоником. Имајући све ове чињенице у виду остаје нејасно због чега су се српски редактори одлучили да у Душанов кодекс укључе Синтагму Матије Властара , а не Шестокњижје (Heksabiblos) Константина Арменопулоса, јер је Арменопулос био неупоредиво бољи правник од Матије Властара и његова збирка је садржавала искључиво световне одредбе без икаквих тенденциозних коментара. И поред тога, у манастирским архивама није сачуван нити један примерак српског превода Шестокњижја, те се сасвим основано може закључити да у Србији није ни превођен.

### Јустинијанов закон
Основни извори Јустинијановог законика су Земљораднички закон, Еклога Лава III и његовог сина Константина V, Прохирон Василија I, Василике Лава VI Мудрог, новеле византијских царева, као и неке правне збирке.
Велики део Закона цара Јустинијана намењен је регулисању правних односа на селу. Традиционални словенски начин обраде земље, гајења аграрних култура и облици међусобних правних односа појединаца унутар заједнице, после сталног насељавања на византијској територији, постепено су се мењали. Утицај византијског права временом се повећавао и у аграрним односима, али стари обичаји нису могли бити потпуно избрисани. Аграрни односи у сваком привредном систему спадају у релативно конзервативну групу односа, па не изненађује то што се један правни текст намењен регулисању живота на селу могао користити кроз дуг временски период.  Та правна решења се преузимају и даље прилагођавају сопственим специфичностима и потребама. Из свих тих разлога је византијски Земљораднички закон, био важан извор права на широком подручју и користили су га разни народи.
Српска верзија Земљорадничког закона налази се у рукопису из XV века. У „Закону“ цара Јустинијана  своје место је нашло  тринаест  одредби  преузетих из грчке редакције Земљорадничког закона према издању „Ешбернера“. Осим тога, у Јустинијановом закону постоје три члана којих нема у српској редакцији Земљорадничког закона. Може се само претпоставити да су то они чланови који су у тексту српске редакције тoлико оштећени да се не могу прочитати, или да су се налазили на оном делу рукописа који уопште није сачуван. Ови чланови постоје у грчкој редакцији, па их налазимо у издању „Ешбернера“. У Јустинијанов закон су преузете искључиво оне одредбе којима се регулишу правни односи повезани са земљорадњом у ужем смислу, као на пример  преоравање туђе међе, самовласна обрада туђе њиве, замена њива између власника,  разне врсте спорова око њива, спор између села о међама, склапање уговора о обрађивању винограда и тако даље. Распоред чланова није исти, него су чланови испремештани. Међутим, нису преузети неки чланови који су се такође односили  на земљорадњу.
Иако је већи број чланова био намењен регулисању правних односа на селу, неке одредбе Јустинијановог закона су општијег карактера и могу се односити на сеоску свакодневницу, али и не морају. То су одредбе које су могле важити у различитим типовима насеља.

### Законик о рудницима
Стефан Лазаревић је 1412. године донео Законик о рудницима. Тај законик је донет за рударе и руднике Новог Брда. Деспот Стефан је на молбу грађана затражио да се оформи тело од 24 човека. Њихов задатак је био да саставе текст закона и затим предају деспоту Стефану да га потврди и изда у облику повеље. Циљ овог законика је био да се осигура обављање рударске производње без икакве сметње. Први од два дела овог законика је имао 51 члан којим су уређени прописи о организацији рударске производње и свему што је исту омогућавало и олакшавало.  Ту је регулисано право проветравања и довођења ваздуха кроз туђе ровове као и односи поводом пробног и рудног копа. Други који је имао 22 члана је прописивао таксе и глобе. Поред ових монетарних одредби, други део Законика се бави надлежношћу судова, поделом градских власти, јавним редом, положајем католика, као и ценама животних намирница. Свим овим одредбама је рударима у Новом Брду дат повлашћен положај у односу на остале делове земље. Велики број одредаба је преузет у тзв. саском закону из времена Сулејмана Величанственог (1520-1566) и те одредбе су преведене на османско-турски језик. Постоји сачуван препис Рударског законика из 17 века на латиничном писму.

### Статути
Основни извори права у приморским комунама као што су Котор, Будва, Скадар, Бар и Улцињ били су статути. То су биле збирке правних прописа и биле су у складу са степеном аутономије сваке од тих комуна. Њима је уређиван правни живот комуна, садржали су одредбе о правима и обевезама носилаца власти, породичном и наследном праву, организацији власти, стварном и облигационом праву, кривичном праву и судском поступку. Ове одредбе су биле кодификација одлука градских власти, и због своје прване важности биле записане у један правни зборник да би се на тај начин могла обезбедити примена и дуговечност статутарних одредаба. Сачувани су статути Котора, Будве и Скадра, а потврђено је постојање статута Улциња и Бара, али ти статути нису сачувани. И ако су сви различити у неким деловима по својој тематици, има и заједничких одредби, попут односа према српској власти и односа градског језгра према околним дистриктима.

## Статусно право
Као и у другим средњовековним државама, и у средњовековној Србији постојали су сталежи - слојеви становништва који су имали правно (а не само фактички) различит положај и привилегије.Подаци о сталешкој структури средњовековног српског друштва познати су од времена Немањића. Тада је виши сталеж била властела и делила се на велику и малу властелу и властеличиће; привилегован сталеж је било и свештенство, док је потчињено становништво имало више категорија под општим називом себри.

### Подела сталежа
Властела је био назив за највиши сталеж у српској држави, а пре овог назива познат је био термин бољар који није заживео. Ова подела на велику и малу властелу се појављује у повељи Стефана Уроша манастиру Светог Петра и Павла на Лиму која је издата у периоду од 1254. до 1264. године. Јасно је да је ова подела утемељена још у обичајном праву што се може закључити по начину на који се касније помиње кроз повеље. У њима се о овој подели прича као да се већ све зна, без неког додатног и претераног објашњавања.
Велику властелу су чинили највећи земљопоседници и највиши државни достојанственици. Није било много припадника велике властеле. Још неки од назива за велику властелу су велможе, благородни и великоименити. Душанов законик им додељује једну правну повластицу којом су били позивани на суд судским позивом, а остали су позивани судским печатом. Према средњовековном начелу раван равноме суди, па су тако великој властели, по Душановом законику, поротници велика властела, а средњим људима, као и себрима, њихова дружина. Ако узмемо у обзир стварне повластице велике властеле, можемо рећи да она није била засебан сталешки ред, већ део целокупног властелинског сталежа из ког се издвајала по својој економској снази, социјалном угледу и политичком утицају.
Мала властела је чинила већину повлашћеног сталежа, а властеличићи су били испод редовног племства и тај израз се први пут помиње у уговору Стефана Првовенчаног са Дубровником. Властеличић је био ,,син малог властелина''. Они су потицали из друштвеног слоја војника и нижег племства. Стефан Првовенчани је речју ,,властеличићи'' ословљавао дубровачке трговце с намером да им повећа друштвени ранг. Употребом деминутива стављао је до знања да су они ипак испод праве властеле. Властеличићи су били скромног порекла и имовинског стања, а према правном положају, били су део властелинског сталежа. Казне за кривична дела биле су исте за властелу и властеличиће, једино се разликовала казна за кривично дело увреде из Душановог законика. Ако властелин увреди властеличића, добија казну од 100 перпера, а ако властеличић увреди властелина, поред казне од 100 перпера добија и батине штаповима. Ово указује на нижи положај властеличића у властелинском сталежу. Властелини су били потомци старих племенских жупана, сродници владајуће династије и ратници. Њима је владар додељивао послове на двору и у локалној администрацији.
Што се тиче свештенства, имало је привилегован положај јер је било ослобођено обавеза према држави из разлога што се молило Богу за владара и читав народ, а не само за себе. У свештенству постоје различите категорије људи, а на самом врху су поглавар цркве, митрополити, епископи и игумани великих цркава. Они се називају и црквена властела због посебне сталешке повлашћености и јер су по начину живота, привилегијама и утицају били слични великој властели.Свештенство су такође чинили и монаси (калуђери) и парохијско свештенство. Калуђери су били носиоци културно-просветног живота, фокусирани на духовни рад и усавршавање. Многи угледни људи, као што су писци, градитељи и други културни и просветни ствараоци били су калуђери, а из реда калуђера су се бирали будући игумани и епископи, што значи да су имали потенцијал за ступање на високо место у сталешкој структури.
Црквени слој је био повлашћени слој и тај слој није чинило само свештенство, већ манастири и цркве. Они су били ослобођени главне обавезе, војне обавезе, а поред тога били су ослобођени и плаћања соћа.
Сви неповлашћени становници тог времена су се називали Себри. Они су зависили од великог жупана, били су обавезни да плаћају порез и обављају разне работе. Велики број становника жупа су били слободни људи, али непосредно потчињени држави.
Меропси су били зависни земљорадници чија је главна обавеза била узгој житарица и они су били најбројнија категорија. Плаћали су годишњи порез и поред узгоја житарица су морали да праве и поправљају градска утврђења, чувају град, дају храну владару и његовој пратњи, дају зоб и сено коњима владара и његове пратње и преносе владареве ствари на својим коњима. Обавезе које су меропси обављали за господаре властелинстава су биле најбитније и најбројније. Делиле су се на работе и данке. У работе су спадали сви пољопривредни послови, по потреби се ишло и у лов. Од Душановог времена меропси су за господаре радили 2 дана недељно. У данке су спадале житарице, домаће животиње, вина и остали поклони. Господари властелинстава су могли да траже и веће данке, али у таквим околностима су се работе смањивале.Од повеље Стефана Немање Хиландару меропси су подложници манастира из ког не могу изаћи и вратити се на жупску земљу, у случају да дође до тога, одмах ће бити враћени и кажњени. Бег са манастирске земље се сматрао кривичним делом. Најмање обавезе биле су оне према цркви, сводиле су се на духовни мир и црквени доходак у натури и новцу. Они су у неку руку били заштићени Душановим закоником кроз који им је пружено право да туже свог владара уколико би од њих тражио нешто преко онога што је законом одређено.
Посебну друштвену групу су чинили власи који су били организовани у катуне на чијем челу су биле старешине (кнезови, челници, примићури) и катун је по њему носио име. Катун се састојао од пар десетина влашких домаћинстава. Власи су били остаци романизованих староседелаца Балкана. Њихово основно занимање је било сточарство. Они су као и остало зависно становништво свом господару плаћали одређене терете. Плаћали су господару властелинства травнину за коришћење пашњака и на својим коњима су од Приморја морали да преносе со за потребе властелинства. Пратили су игумана и манастирске службенике и преносили им ствари када су на путу. Обавезе су им се прописивале у манастирским повељама, на основу тога да ли су имућни. Плаћао се велики и мали дестек. Служили су и као помоћне трупе основној властелинској војсци. Власи првенствено нису имали сталну територију већ су лета проводили на планинама, а зими су се спуштали у долине, касније су се везивали за територију једног властелинства.
Сеоски мајстори (занатлије) припадају зависном становништву. Њихове обавезе у пољопривреди су биле умањене, али су имали велики број спрецифичних обавеза и дажбина које су уско везане за њихов занат. Газдинства у средњовековној Србији су била ограниченог радијуса кретања са неким неразвијеним насењима тако да је занат је био јако цењен и развијен, нарочито по селима. Српске средњовековне занатлије су обрађивале метал, земљу, дрво, кожу, камен, текстил и многе други материјале. Обрађивачи метала, ковачи и златари, су се сматрали неком врстом занатске елите.
У повељама се помињу и разни мајстори, занатлије које су обрађивале метал, дрво, камен, земљу, кожу, текстил итд. Помињу се свећари, месари, крчмари, пекарице, бербери, видари и трговци називани крамари или поносници.
На дну друштвене лествице су отроци који су потпуно зависили од господара. Могли су се продати и купити на трговима и нису имали право да траже милост на владаревом двору. Иако су у потпуности били зависни од господара и имали веома ограничена права, отроци нису били робови. Термин отрок се у документима употребљавао у општем значењу слуге, тако да су у зависности од тога чији су помоћници обављали раличите послове: финансијске, судске, извршне, дипломатске... У другој половини XIV века дошло је до правног и социјалног изједначења различитих земљорадничких категорија у јединствену категорију  зависних сељака, па су отроци и меропси држали земљу под једнаким условима плаћања данка и вршења работа.
Грађани су били становници приморских градова који нису имали непосредан однос са српском државом, али су градови у којима су они боравили били део средњовековне Србије. Они су имали посебан статус и поседовали су земљу у градском метоху под другачијим правним режимом. Страни трговци који су углавном били Млечани, Дубровчани или становници неких других далматинских комуна су били странци. Уколико су имали спорове са домаћим становништвом решавали би их на мешовитом суду. Странци који су забаштинили су остајали странци. Њихов положај је уређен у повељама српских владара које су додељене њиховом граду и у обавези су да приликом стицања непокретне имовине сносе терет са домаћим становништвом.

## Грађанско право
Што се тиче грађанског права за време средњовековне Србије, сва пунолетна лица су се сматрала пословно способнима без обзира на веру или пол. Чак се и провлачи чињеница да су неки отроци такође поред правне имали и пословну способност без обзира што су били на дну друштвене лествице, али колико је то тачно није сигурно.

### Стварно право
У средњовековној Србији право својине је била најважнија установа стварног права. Право својине је постојало на покретним и непокретним стварима и владару је припадало врховно право својине над земљом. Он је на основу тог свог права додељивао земљишне поседе властели, црквама и манастирима. Господари властелинстава су на тим поседима уживали имунитет што би у економском смислу значило да су билу ослобођени материјалних давања у корист државе. Административно гледано, послове државне управе је обављао господар властелинстава искључујући владареве управне органе, а судски имунитет је пружао право господару властелинстава да суди становницима тог властелинства за већину предмета. Очевина је била баштина тј. право својине на наслеђеној земљи. Баштинци су били племићи који су добијали баштину. Право наслеђивања и неповредност својине су били гарантовани одредбама Душановог законика. Војничко добро које би владар доделио неком властелину уз услов вршења војне службе без права на слободно располагање или наслеђивање је била пронија. Постојали су оригинарни и деривативни начини прибављања својине. Својина се такође могла стећи и одржајем.

### Облигационо право
Што се тиче облигационог права, најзуступљенији су били поклон, размена, остава, залога и купопродаја. Поклоне би владари додељивали црквама, манастирима и власти и ти поклони би били записивани у владарским повељама. Поклон је преношење права својине поклонодавца у корист поклонопримца. По правилу је неопозив. Размена је уговор којим је уговарач у обавези да свом сауговарачу преда ствар на којој он стиче право својине. Најбитнији елементи уговора купопродаје су предмет, цена и њена исплата. Предмет су могле бити и покретне и непокретне ствари. Остава је била често практикован уговор којом би богати у нестабилним временима своје драгоцености поверили некоме на чување. То су радили многи српски и босански владари. Они би најчешће своје драгоцености остављали у Дубровнику. Уговором о зајму би зајмопримац добијао неку замењиву ствар уз обавезу да врати исту количину и иству врсту ствари у одређеном року, као и да плати камату зајмодавцу.

### Брачно право
Почетком XIII века установа брака је дошла под окриље цркве. Највише прописа о браку из тог времена нам доноси Жичка повеља која је велики број одредаба посветила разводу, а потом и Душанов законик који је регулисао питање брака између православаца и католика. Једини верски мешани брак је био брак између мушкарца католика и жене православке. Обрнута ситуација није била могућа. Неке повеље су забрањивале брак Влахиње и Србина. Постојала је и одредба којом би се муж кажњавао глобом уколико би оставио жену, а онда би морао и да је врати. У обрнутој ситуацији ако би жена оставила мужа, а имала је имовину, кажњавана је такође глобом, али ако није имала имовину била би телесно кажњавана по вољи мужа.

### Породично право
Два облика породице су била тада заступљена, а то су проста и проширена тј. задруга коју чини две или више биолошких породица. С обзиром да би задруга била основана на колективној својини из тога је произилазило право колективног располагања задружном имовином. У задрузи је постојала и индивидуална својина под коју би спадао накит, одећа или неке друге личне ствари члана те задруге.

### Наследно право
Душанов законик, Скраћена синтагма и Законоправило су задржали одредбе о наследном праву. Већ се и кроз повеље види да је наследност и баштина стара институција. Сама реч баштина тј. очевина већ алудира на наследност. За време средњег века у Србији је постојало тестаментално и законско наслеђивање. Стицање права на наследство на основу закона је законско наслеђивање. На пример, Душановим закоником је проглашено да властелина законски наслеђују деца, а под „деца” спадају и унучад. Стицање права на наследство на основу оставиочеве воље која је изражена у тестаменту је тестаментално наслеђивање. Правила о тестаменту је преузело Законоправило, а неке основне карактеристике тог поступка су следеће: није се правила разлика између женске и мушке деце, завешталац је могао некога и да искључи из наслеђа, слобода завештаоца није била потпуна и била је ограничена нужним наследним делом (законита деца су морала добити најмање трећину заоставштине тј. половину уколико је било више од 4 деце). Претпоставка је да су постојали тестаменти из времена средњовековне Србије, али не постоје сачувани.

## Кривично право
Српско средњовековно кривично право засновано је на старим српским обичајима и обичајном праву. Tрпело је велики утицај Византије. Најважнији зборници везани за кривично право у средњем веку су Законоправило Светог Саве (из 1219. године) и Душанов законик (из 1349. и допуњен 1354. године).

### Карактеристике
Обичаји су у то време представљали један од најзначајнијих извора права, док у данашње време, обичаји нису извор права, али представљају полазну основу приликом доношења закона. Душанов законик садржи велики број норми, које воде порекло из најстаријег српског обичајног права.
Партикуларност  у Србији тог времена је слабије изражена, због јаке централне власти, док је на западу паратикуларст последица доласка на власт снажних великаша готово осамостаљених области.
Несистематичност је такође карактеристика средњовековног кривичног права с обзиром да се материја кривичног права не налази у једном, већ у више аката, повеља, међународних уговора и сл. чак и са доношењем Душановог законика поједина кривична дела се уређују обичајним правом.
Јак утицај религије видљив дефинисањем кривичних дела вештичарења.
Строге казне попут телесне и смртне казне, а примењивала се и новчана накнада, коју је плаћала породица оштећеног.
Колективна одговорност је преовлађивала у раном периоду (за нека кривична дела, одговорност је сносила „кућа“, коју чине сви укућани). Касније, са доношењем Душановог законика више се користи индивидуална кривична одговорност, коју сноси појединац. Индивидуална кривична одговорност се примењује и данас.
Освета је оставила веома снажан утицај у историји кривичног права. Систем композиције је такође имао велики значај у кривичном праву. До доношења Законоправила кривична дела и казне нису биле регулисане законом. Кривичном праву је у Законоправилу посвећено највише места. Из Византије су преузете телесне казне попут шибања, одсецања ушију, ослепљивања, смуђење косе и браде и смртна казна попут одсецања главе мачем, спаљивања и вешања. Прогонство из цркве и забрана одређеним лицима да неко време долазе на службу је била духовна казна. Примењивале су се и материјалне надокнаде штете.

### Кривично дело
Обида, кривина, дуг и дело су све били називи за кривично дело. У Душановом законику се користио израз сагрешеније. Испакостити, преступити, преслушати и потворити су били изрази коришћени за радњу извршења кривичног дела. Нужна одбрана је био једини разлог за искључење противправности кривичног дела. Законоправило прописује да није кажњиво убити нападача који би својим нападом угрозио живот нападнутог.

#### Кривична дела против државног уређења и поретка
1) Невера
Од половине XIII века невера се убраја у једно од најтежих кривичних дела за које је био надлежан владарев или државни суд. Казна за неверу се односила на потпуну конфискацију имовине неверника, изразом ,,да се распе“. Неверника је погађала како имовинска тако и нека врста личне казне, у најтежим случајевима неверник је вероватно осуђен на смрт.
2) Непокоравање владаочевим наредбама
Од половине XIII века појављује се одредба о кажњавању онога ко не би испоштовао и испуњавао владареве захтеве, уз претњу високом новчаном казном. Ово кривично дело се огледало у темељном одбијању да се покори врховној државној власти. У Душановом законику се на четири места помињу они који не би извршили владареву заповест. О самој казни Душанов законик је ћутао јер се радило о добро познатој норми обичајног права која данас није позната.
3) Претварање повеља
Претварање повеља је кривично дело које се састојало у неовлашћеном преправљању повеља издатих од стране владара. Душанов законик је запретио казном поништења повеље и одузимање баштине.
4) Тајно ковање новца
Ово кривично дело представља дело против државе, јер су њиме били значајно угрожени финансијски интереси државе односно владара. У Душановом законику се наводи казна спаљивања за златара који би тајно ковао новац и казна расељавања за село у коме се то одриграло.
5) Неплаћање соћа
Властела је била дужна да плаћа владару соће као данак на земљу уз признавање њега као врховног господара земље. За скупљање соћа био је одговаран властелин. Ако се то не би учинило у одговарајућем року, властелин се према одредбама  Душановог законика, везивао и држао на владаревом двору док се не би отплатио двоструки износ соћа.
6) Збор себара
Душанов законик је забрањивао окупљање себара на зборовима који су излазили из оквира питања усклађених обичајним правом, који су се одржавали без дозволе господара и властелинства. Учесницима забрањеног сабора претила је физичка казна (одсецање ушију), а коловођи казна смуђењем.
7) Бежање меропаха са властелинства
У Душановом законику је прописано кривично дело бежања меропаха са властелинства на друго властелинство. Меропху-бегунцу следила је казна смуђењем и парањем (резањем) носа. Претпоставља се да је ово кривично дело постојало још од времена када су слободни сељаци почели да се везују за земљу, односно за властелинство. Господар властелинства је сам пресуђивао и доносио казну.
8) Провод или прејем људски
Провод је кривично дело које се састојало у помагању меропху да побегне од свог господара. Помагање меропху у бежању са властелинства је извесно била честа појава, која је знатно угрожавала сталешко уређење. Друге повеље и Душанов законик провод сврставају међу најтежим делима (тзв. ,царске дугове“), које је пресуђивао владарев суд.
9) Незаконито примање туђег меропха
Како би привукла меропхе на своја властелинства, властела је користила разна средства. Према Душановом законику из 1349. године властелин који би примио одбеглог сељака на своје властелинство, а без владаревог одобрења, био би приморан да буде враћен првобитном господару. Душанов законик из 1354. године одређује да ће властела и старешине градова бити кажњени као издајници одузимањем целокупног имања и вероватно смртном казном уколико приме туђег меропха.

#### Кривична дела против вере
1) Јерес
Стефан Немања настојао је да предузме мере против јеретика-богумила. Он је конфисковао њихове куће и имања, старешине је кажњавао одсецањем језика и прогонством, а друге је осуђивао на ломачу. Спаљивање јеретика на ломачи примењивано је како на западу тако и на истоку Европе. Због опасности од њиховог ширења, цар Душан је заузео чврст став са циљем да сузбије утицај јеретика. Прописао је казну ономе ко је практиковао јеретичко учење и ономе ко би их скривао жигосањем.
2) Прелазак и превођење у католиченство
Србија је била конфесионална православна држава. Званична вера је била православна вера и није било дозвољено да неко ко је рођен као православни напусти ту веру и прими неку другу веру. Није постојала слобода религијске савести, као ни у другим православним и католичким земљама. Душанов законик је изричито забрањивао прелажење православних у католиченство и католичком попу превођење православног у католицизам.  У градовима у унутрашњости, бројни Дубровчани и Саси су склапали бракове са православним Српкињама и та одредба, коју је предложила Православна црква, требало је да спречи њихов прелазак у католичку веру.
3) Враџбине
Државне власти су упорно сузбијале врачања и празноверице. У Душановом законику су предвиђене строге казне за вађење мртваца из гроба (јер се наводно повампирио). У случају истраге вампира (вукодлака) село је било дужно да плати колективну вражду - новчану казну од 500 перпера (исто као за убиство). Уколико би поп учествовао у том процесу, одузимало му се свештенство.

#### Кривична дела против судства
1) Самосуд
Самосуд (самовлашће) је кривично дело које се односило на задовољавање правде мимо суда, тј. узимање правде у своје руке. У Душановом законику било је забрањено узимање правде у своје руке. Уколико би неко самовласно узнемиривао црквене људе био је дужан да плати седмоструки износ спора.
2) Срамоћење судије
У Душановом законику се налази одредба којом је прописано кривично дело које се односило на срамоћење судије као представника централне власт. Као извршиоце законодавац је обухватио властелина и село као једну целину, које је погађала сурова казна заплењивања целокупног власништва, а поред тога, сељани су били протеривани из тог села.
3) Престој
Престој као кривично дело се јављало у неодазивању на судски позив. Лице које би неоправдано изостало било би оптужено за кривично дело престоја.
4) Одбој
Одбој је кривично дело које би починило оно лице, које одбије да изврши налог судског изасланика. Душанов законик је предвидео значајно строже кажњавање тог дела. Са циљем да се уздигне ауторитет судске власти, Душанов законик је запретио оном ко одбије судског сокалника суровом казном одузимања свега што има у власништу, другим речима потпуном конфискацијом имовине.
5) Послух
Сведок који се не би појавио на суду извршио би послух. Послух се називао како сведок тако и кривично дело и казна.

#### Кривична дела против личности
1) Убиство
За случај убиства прописивала се физичка казна (сакаћење), а за квалификоване случајеве убиства смртна казна, међутим, остала је и новчана казна (глоба). За сад још увек не постоје докази који указују на то да су се новоуведене казне за убиство, смртна казна и казна сакаћења, заиста и примењивале.
2) Телесне повреде
Телесне (физичке) повреде престављају кривично дело против живота и тела које се састоји у нарушавању телесне конституције или здравља лица. Ово кривично дело, постоји у свим друштвима и у свим временима. У српским писаним изворима се ретко где помиње - може се закључити да је оно било уређено само обичајним правом.
- У Светостефанској повељи краља Милутина помињу се телесне повреде на два места.

а)	Себар који би истукао ,,владалца“ (управника имања) био би кажњен глобом од шест оваца и тамницом три месеца.
б)	Онај ко би другог окрвавио морао је да плати цркви три платна и тужиоцу три платна.
- У Душановом законику су прописане две одредвбе које се тичу телесних повреда, које би нанео пијаница другом лицу.

а)	Онај ко другом нанесе тешке телесне повреде (некога посече или окрвави, али не усмрти) кажњаван је вађењем ока и одсецањем руке.
б)	Онај ко другог лакше телесно повреди, без окрвљавања, и нанесе му срамоту кажњаван је батинањем (сто удараца штапом), затварењем у тамницу и после пуштања из тамнице новим батинама.
3) Силовање
Силовање је кривично дело које се јавља у невољном и упорном присиљавању на полни однос, уз примену силе или извесне претње да ће живот жртве бити угрожен уколико не поступи како је речено. Стари законодавац је предвиђао само силовање, као кривично дело, које би починио мушкарац над женом.
4) Увреда
Увреда је кривично дело против части које се могло извршити делом или речју. У српским писаним изворима помиње увреда части делом, у лакше или у тежем облику. Лакши облик звао се мехоскубина и састојао се у чупању туђе косе или браде. Оно је представљало лакшу телесну повреду, али и наношење срамоте. У случају међусобног гурања и чупање косе и браде  прописала се релативно ниска казна у износу од шест перпера. Чупање браде властелину добром човеку тумачило се као тежи облик увреде. У Душановом законику се извршиоцу теже увреде прописује казна одсецања руку. Вербална увреда части се јавила тек у Душановом законику. Најчешће је то био облик псовања и то у два облика: 
Прво је псовање између властелина и властеличића, а друго је псовање властелина и властеличића, с једне, и себра, с друге стране. Властелин који би опсовао властеличића кажњаван је са 100 перпера, док би властелчић за псовање властелина, осим 100 перпера, морао да буде кажњаван и батинама. Себар је за псовање властелина и властеличића кажњаван са 100 перпера и смуђењем- процес паљења косе и браде. Властелин и властеличић за псовање себра били би кажњавани са 100 перпера.

#### Кривична дела против имовине
1) Крађа (татба) и разбојништва (гуса)
Крађа представља противправно присвајање туђе покретне ствари с циљем прибављања имовинске користи. Према обичајном праву, казна је износила вишеструку вредност украдене ствари. Професионални лопов и лопов ухваћен на делу гоњени су по службеној дужности и кажњивани су ослепљивањем, како би се онеспособили да касније наставе са криминалним активностима. Лопов и разбојник ухваћени на делу нису могли бити помиловани. За професионалног разбојника и разбојника ухваћеног на делу била је прописана смртна казна, односно да се обеси и остави и виси стрмоглав.
2) Паљевина
Паљевина као кривично дело се односило на паљење кућа, гумна, сена и сламе у селу или изван села. То је било врло опасно кривично дело против имовине, са страшним последицама за припаднике села. Одредбама Душановог законика прописује се да уколико дође до паљевине, село, односно околина је била је дужна да изручи извршиоца или да плати одштету могућности.
3) Потка
Потка се односила на било какву повреду земљишне (аграрне) својине. Потком је називана и казна за то дело. Казна за потку међу селима износила је 50 перпера, а за потку међу Арбанасима и Власима казна од 100 перпера. Половина износа ишла је владару, а половина господару села.
4) Попаша
Попаша је представљала врсту повреде земљишног власништва. Скопском повељом из 1299/1300. године прописана је за оно лице које би без игумановог одобрења напасао стада на манастирском пасишту, висока казна од 1000 перпера. Трећина казне је одлазила у корист манастира, а остатак владару. Такође, кривац је морао да надокнади штету за сву манастирску стоку која би угинула преко зиме.

## Процесно право

### Судови
Владар је представљао највишег судију који је пресуђивао најтежа дела која су се звала „царски дугови”, а под царске дугове су спадали: вражда, невера, прејем људски, свод, разбојништво, крађа и суђење спорова о црквеној земљи. Владар би увек лично судио спорове о црквеној земљи, јер је то био најбољи гарант неприкосновености црквене својине. Пресуђивао би и парнице својих поданика са Дубровчанима, неке случајеве о издаји и убиству, спорове који би до њега долазили путем института релације и сипликације. Могао је да конституише своју надлежност за сваки спор. Владар од краја XIII века пресуђење дела из своје надлежности препушта једном од владалца двора краљева.

#### Суд на владаревом двору
Временом се почео издвајати лични владарев суд и прелазити у суд на владаревом двору. То је почело са краљем Милутином уместо којег је пресуђивао дворски судија. Душановим закоником је одређено да је дворски судија надлежан за дела учињена на двору, за суђење странкама које се случајно нађу на владаревом двору и онима који би на двор заједно са собом довели лопова или разбојника. Пресуђивао је и све остале спорове који су раније били у надлежности личног владаревог суда. У Душановом законику се помињу и царске судије које су имале одређену територију на којој би судиле  припадницима властеоског сталежа, спорове између меропха и господара и пресуђивали су све спорове који нису потпадали под патримонијално судство и судство аутономних заједница. Душанов законик овлашћује и управне власти да суде.

#### Патримонијално судство
Патримонијално судство проистиче из сталешког уређења у коме је на велепоседнике пренет део јавне власти. Троструку надлежност су имали црквени судови који су судили свим припадницима црквеног сталежа(свим свештеним лицима, и црквенима штићеницима: просјацима, болесницима, сирочади итд.), православним верницима и насељеницима на црквеним властелинствима. Нека манастирска властелинства су уживала сва судска права унутар манастирског поседа, а други уз то и право да суде мешовити спор. Властела је судила свим насељеницима својих властелинстава, али од њеног судства су била изузета најтежа дела.

#### Сеоско и влашко судство
Што се тиче сеоског судства сеоски збор , сачињен од старешина кућа и одраслих неожењених мушкараца, је вршио и судску функцију. Власи су имали аутономно судство што се закључује кроз повељу манастиру Хиландару у којој се говори о организацији Влаха и два влашка суда. У Приморју су судије биране на годину дана, чија је аутономност у судским пословима била велика, али је варирала од комуне до комуне. Највећа судска аутономија је била у Котору. Будва је имала мало нижи степен аутономности од Котора. Бројни византијски градови које је цар Душан заузимао су још од прије имали привилегије међу којима се највише истиче градско судско уређење.

#### Суђење у градовима
Суђење у градовима у унутрашњости од почетка XV века било је поверено војводи. Мешовити суд је оформљен ради решавања спорова између Дубровчана и њихових суседа који би се састајао на граници. Велика новина долази за време владавине цара Душана: српско-дубровачки спорови су предати у надлежност српских државних органа, али уз задржавање мешовите пороте. Нестанак царства доноси промене и тада је искључиво био надлежан мешовити суд на српској територији на месту где је спор настао и одредбе о станку су нестале из повеља српских владара. До краја постојања средњовековне српске државе такво је стање и остало. Међусобне спорове Дубровчана на српској територији до краја XV века решавао је дубровачки генерални конзул у Србији.

### Судски поступак
Што се тиче судског поступка, укратко, започиње се:
1. Позивањем на суд, а да би дошло до расправе, тужилац се мора појавити јер у супротном губи спор. Тужени би се тиме заувек ослободио оптужбе наведене у тужби. Да се тужени није појавио не би изазвао неке веће правне последице, већ би му уследио нови позив уз плаћање глобе.
2. Следећи корак је расправа пред судом која је била усмена и јавна. Једина процесна формалност која је постојала била је да су први искази једино валидни, а све супротно од тога што би се касније изњело не би било валидно.
3. Након тога прилажу се докази. У доказе спада: лице или обличеније (кривац ухваћен на делу), свод (тврдња особе да је нешто стекла на правно ваљан начин), Божји суд (у случају да нема других доказних средстава, окривљени се подвргавао телесном искушавању као нпр. поливањем врелом водом и уколико би ране зацелиле за одређено време, то би значило да је осумњучени невин), исправе(кориштене као доказна средства у споровима поводом међа и власништва над земљом), заклетва (полагао је тужилац или тужени у случајевима када није било других доказних средстава, она се учила напамет и морала је да буде изведена без грешке иначе у супротном особа се не би оправдала), порота (група људи која би се заклињала за оптуженог и својом заклетвом га оправдала пред судијом) и сведоци (они су пред судом износили своја лична опажања, све што су саму чули или видели).
4. Последња ставка је пресуда и извршење те пресуде. Пре Душановог законика су биле изрицане само усмено, а после су судије биле обавезане да пресуде писмено састављају и препишу како би један примерак био сачуван у суду као доказ. Српски судски поступак није познавао институцију жалбе на виши суд. У средњовековној Србији судске пресуде су извршавали: глобари, пристави, кефалије у жупама и властела на њиховим властелинствима.[37]

## Утицај византијског на српско средњовековно право
Од почетка тринаестог века српско право се развијало под непосредним утицајем византијског права. Српски правници прихватали су византијско право превођењем византијских правних компилација. Прва таква збирка  је био Номоканон (Законоправило) Светог Саве из 1219. године. Већ 1226. године препис је однет у Бугарску, где је прихваћен као опште обавезни зборник, да би 1262. други препис био послат из Бугарске у Русију, митрополиту Кирилу II. На сабору у Владимиру 1274. године Крмчија је проглашена за опште обавезни зборник правила за руску цркву.
Српски правници су  између 1349. и 1354. сачинили својеврсни Codex Tripartitus, комбинујући византијско и српско право. Руски научник Т. Флорински приметио је још 1888. године, да се у најстаријим рукописима Душановог законика увек срећу  две компилације византијског права: "Синтагма" Матије Властара и такозвани “Јустинијанов закон”. Поред превода византијских правних компилација, српски правници прихватили су и велики број института римског права. Треба напоменути да је римско право продрло у Србију управо посредством грчких (византијских) превода, а не оригиналних римских текстова. Иако је Душанов законик најважнији правни споменик средњовековног српског права и он садржи шездесет чланова који су непосредно преузети из Василика, од којих су најважнији чланови 171 и 172.
Велики утицај, који је византијска цивилизација имала на средњовековну Србију, неминовно се одразио и у области права. Правни систем, настао у Источном римском царству (Византији), имао је у својој основи римско право, али је прилагођен захтевима практичног живота и неминовним разликама које постоје између грчког и латинског језика. Данас је уобичајено да га називамо византијско право, мада би вероватно било правилније користити израз грчко-римско право (ius graeco-romanum), термин који су још у XIX веку употребили први истраживачи византијског права. О утицају византијског (или грчко-римског) права на средњовековно српско право, расправљало се  о византијским правним збиркама које су биле преведене и важиле у Србији. Оне су, несумњиво, најважнија компонента утицаја византијског права на средњовековно српско право, али нису и једини вид овог утицаја. Сматрамо да се византијски утицај испољио у три различита облика:
1) превођење византијских правних компилација са грчког на српски и њихова примена у средњовековној Србији;
2) прихватање (рецепција) различитих института римског права преко грчких превода, а не изворних латинских текстова;
3) уношење појединих чланова из византијских законика у српске правне споменике.
Два велика научника Руса, који су били професори на Београдском универзитету, Теодор Тарановски и Александар Соловјев имали су изграђене ставове о утицају византијско права на српско право у средњем веку. Са једне стране, били су сагласни по питању утицаја византијског права на: схватање кривичног дела и кривичноправне терминологије, саучешће, неодговорност малолетника и душевно оболелих лица, право азила, болест као разлога за недолазак на суд, казну за полни однос између властелинке и њеног човека, итд. Неслагања су постојала по питању регулисања појединих кривичноправних установа.

### Рецепција римског права
Рецепција римског права у Србији је посредна јер долази из Византије. Српски правници не читају оригиналне латинске текстове, већ њихове грчке (византијске) прераде, па се самим тим понекад смисао римских правних установа мења, због разлика које постоје између грчке и латинске правне терминологије. Ова чињеница може се најбоље сагледати на примеру кључних правних појмова — права и закона. Римска правна доктрина је детаљно разрадила и разграничила појмове права (ius) и закона (lex), што се може сагледати у многобројним фрагментима из дела римских правника. Али, изгледа да та разлика византијским правницима није била јасна, јер они и за ius и за lex користе увек исти израз -(закон). Због тога нам није увек сасвим јасно да ли византијски правник мисли на право (ius) или на закон (lex) када употребљава термин закон. Поред тога, аргументација римских правника у грчком преводу, због једностране употребе израза закон понекад губи на снази. Расправљајући о пореклу назива право (ius), Улпијан каже: Онај који се посветио правним пословима треба најпре да зна одакле потиче назив право; названо је, дакле, према правди, јер како је Целз лепо протумачио, право је вештина доброг и једнаког. Сасвим је јасно да Улпијан латинске термине ius (право) и iustitia (правда) жели да доведе у везу и да покаже да је израз ius изведен од iustitia.
Међутим, византијски правници који су с краја IX века састављали Василике, сажето су извукли суштину Улпијанове дефиниције. Није тешко уочити да су редактори Василика латински термин ius превели грчким изразом (закон), чиме је Улпијанова аргументација (ius — iustitia) изгубила свој прави смисао. Матија Властар је преузео одломак из Василика без икаквих измена и унео га у своју Синтагму. Приликом превођења Синтагме, српски редактори нису, наравно, упоређивали грчки текст са латинским оригиналом, па је тако у српској верзији Улпијанов термин ius постао закон. Претходни пример показује како су српски правни редактори механички преузимали дефиниције правних установа од својих византијских колега, због чега је аргументација римских правника губила свој првобитни смисао. Међутим, има и случајева када су се српски правници потрудили да схвате суштину правних правила која су преводили. Навешћемо један пример.
Године 40. пре наше ере, у време Римске републике, донет је закон који је према свом предлагачу добио име lex Falcidia (Фалкидијев закон). Према одредбама овог закона није се могло легирати више од три четвртине имовине, односно законитом наследнику је морала да припадне бар четвртина наследства. Јустинијанова новела XѴIII,  из 536. године прописала је да тај део мора да износи једну трећину наследства ако оставилац има до четири детета, а половину ако има више од четири детета. Редактори Прохирона прихватили су Јустинијанов пропис , који је заправо изменио прописе старог Фалкидијевог закона, али су поглављу XXXII ипак дали наслов (О фалкидији). Српски преводиоци Прохирона су овом поглављу дали наслов (О деоби), схвативши правилно његову садржину (деоба имовине, тачније, заоставштине).